# Rheinmetall MG 3
La Rheinmetall MG 3 è una mitragliatrice ad uso generalizzato moderna in 7,62 × 51 mm.

## Storia
Dopo la seconda guerra mondiale fu sviluppata la MG1, detta anche MG 42/59 inizialmente camerata per la munizione del periodo bellico 7,92 × 57 mm Mauser, poi ricamerata al 7,62 × 51 mm nella versione MG1A1, dotata di canna cromata e mirino ricalibrato per la nuova munizione. La versione MG1A2 ha varie piccole modifiche strutturali, come la finestra d'espulsione allargata, ed il rateo di fuoco può essere diminuito a 700-900 colpi/min col l'aggiunta di un otturatore più pesante. L'arma può essere alimentata sia dal vecchio nastro a maglie metalliche fisse o con il nuovo nastro statunitense a maglie disgreganti M13. Questa è l'arma adottata dall'Esercito Italiano con il nome di MG 42/59. La versione MG1A3 presenta ulteriori piccoli miglioramenti rispetto alla versione precedente. Attualmente è in uso presso la Bundeswehr la versione MG3, dotata di alcune migliorie, come un alzo antiaereo, un nuovo blocco rompifiamma/acceleratore e la capacità di essere alimentato anche dai nastri DM1 (non disintegrabili) e DM6 (disintegrabili).

## Tecnica
La MG3 fu sviluppata per la fanteria dell'esercito della Repubblica Federale Tedesca. Essa derivava direttamente dalla MG 42, adattandola però alle munizioni del periodo post bellico, ma molte parti possono essere scambiate con pezzi della vecchia MG42.
La MG3 può sparare solo in automatico, senza poter selezionare la modalità semiautomatica, l'arma è data in dotazione provvista di bipede, ma può essere montata su di un treppiede o su un veicolo o una base.
Il gruppo otturatore può essere cambiato dalla versione V550 da 550 grammi con ammortizzatore tipo N, alla versione V950 da 950 grammi con ammortizzatore tipo R. La prima permette un rateo di fuoco di 1000-1300 colpi/min, e la seconda un rateo di 700-900 colpi/min.

## Utilizzatori

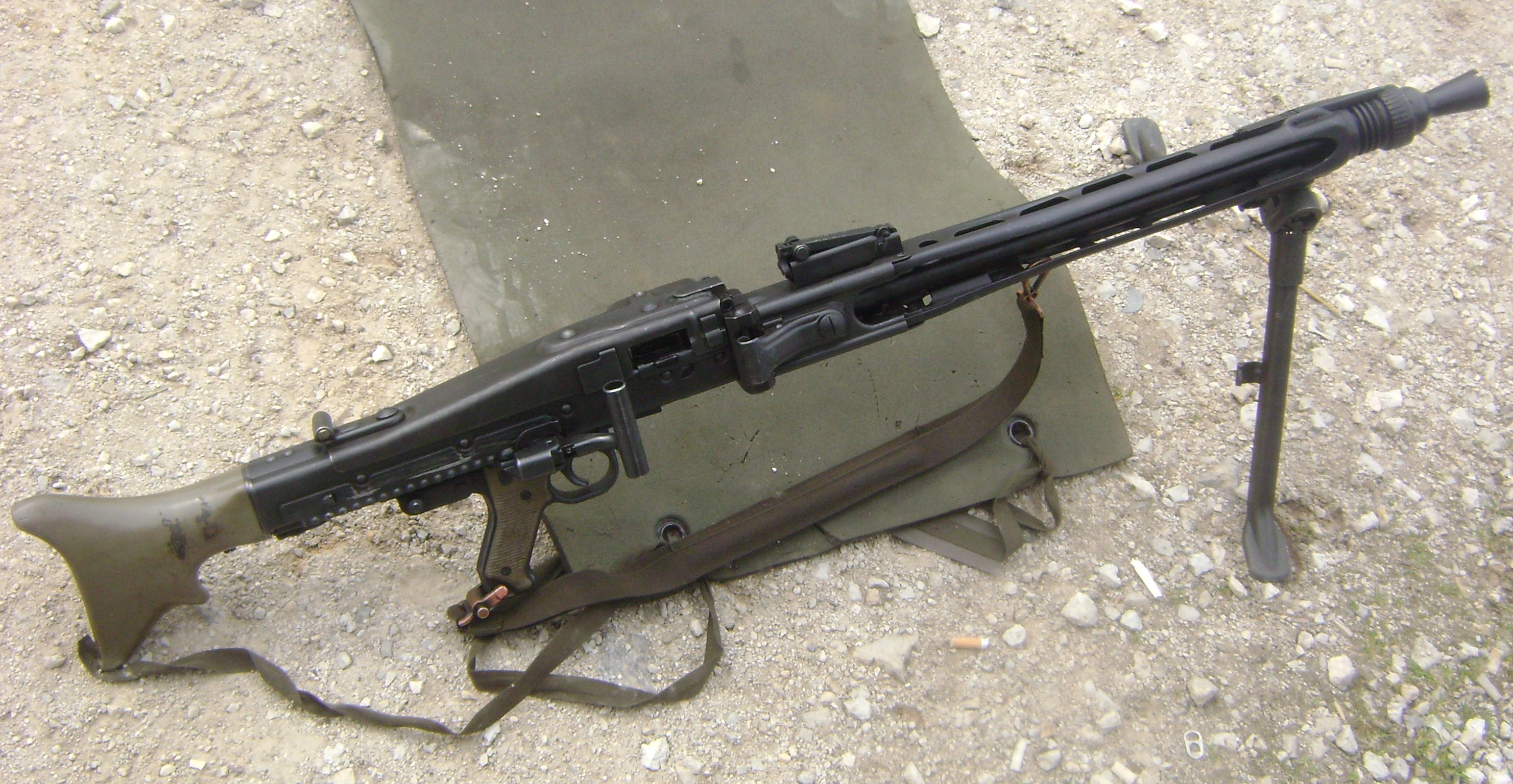
Una MG-74 austriaca

- Austria: Usa la MG 74, una versione su licenza della MG 42/59 della Beretta, ha una ROF di 850 colpi/min[4]
- Bangladesh: Usata dalle Guardie di Frontiera del Bangladesh.[5]
- Brasile: Usa la MG3 con i suoi Leopard 1A5 BR[6]
- Canada[7]
- Capo Verde[8]
- Cile[9]
- Danimarca: MG 42/59 chiamata M/62 in servizio danese.[10]
- Estonia[11]
- Finlandia: chiamata 7.62 KK MG 3. Usata sui carri armati Leopard 2 ed elicotteri NH90.[12]
- Germania: Usata dalla Bundeswehr.[8] Un sostituto è pianificato dal 2011 in poi.[13]
- Grecia: Prodotto su licenza dalla EBO (cioè Elliniki Biomihania Oplon).[9][14]
- Iran: Prodotto su licenza dalla Defense Industries Organization con il nome di MGA3.[9][15]
- Italia: Produzione su licenza della MG 42/59 della Beretta con parti prodotte dalla Whitehead Motofides e dalla Franchi; Mentre è stato ampiamente sostituito nella versione da supporto di squadra dalla FN Minimi belga, è ancora in ampio uso montato su veicoli ed elicotteri.[9][16] Prima dell'adozione del Minimi, la Stabilimento Militare Armi Leggere (SMAL) a Terni progettò un kit per trasformare l'arma per permettere di sparare la 5,56 × 45 mm, la versione modificata ha pressappoco lo stesso peso della MG 42/59
- Lituania:[17]
- Messico: Prodotto su licenza dalla SEDENA in Messico.[18]
- Birmania[8]
- Norvegia[8]
- Pakistan: Prodotto su licenza dalla Pakistan Ordnance Factories in Wah Cantt.[9][19]
- Portogallo[9]
- São Tomé e Príncipe[8]
- Arabia Saudita[8]
- Spagna: Prodotto sotto licenza.[9]
- Sudan: Chiamato Karar.[20]
- Togo[8]
- Turchia: Prodotto dalla MKEK in Kırıkkale sotto licenza dal 1974.[21]
- Jugoslavia: Una copia chiamata Sarac[9] costruita dalla Zavodi crvena zastava con il nome in codice  M53.[22]